# Gerygone
Gerygone és un gènere d'ocells de la família dels acantízids (Acanthizidae).

## Taxonomia
Segons la Classificació del Congrés Ornitològic Internacional (versió 13.1, 2023) aquest gènere està format per 20 espècies:
- Gerygone mouki - espineta bruna.
- Gerygone chrysogaster - espineta ventregroga.
- Gerygone palpebrosa - espineta fada.
- Gerygone chloronota - espineta dorsiverda.
- Gerygone inornata - espineta senzilla.
- Gerygone olivacea - espineta gorjablanca.
- Gerygone sulphurea - espineta sulfúria.
- Gerygone hypoxantha - espineta de Biak.
- Gerygone magnirostris - espineta de Gould.
- Gerygone dorsalis - espineta de flancs rogencs.
- Gerygone tenebrosa - espineta argentada.
- Gerygone flavolateralis - espineta de la Melanèsia.
- Gerygone citrina - espineta de l'illa de Rennell.
- Gerygone modesta - espineta de l'illa de Norfolk.
- Gerygone insularis † - espineta de l'illa de Lord Howe.
- Gerygone igata - espineta de Nova Zelanda.
- Gerygone albofrontata - espineta de les Chatham.
- Gerygone ruficollis - espineta pitbruna.
- Gerygone levigaster - espineta de manglar.
- Gerygone fusca - espineta cuablanca.